# تنگه ماژلان

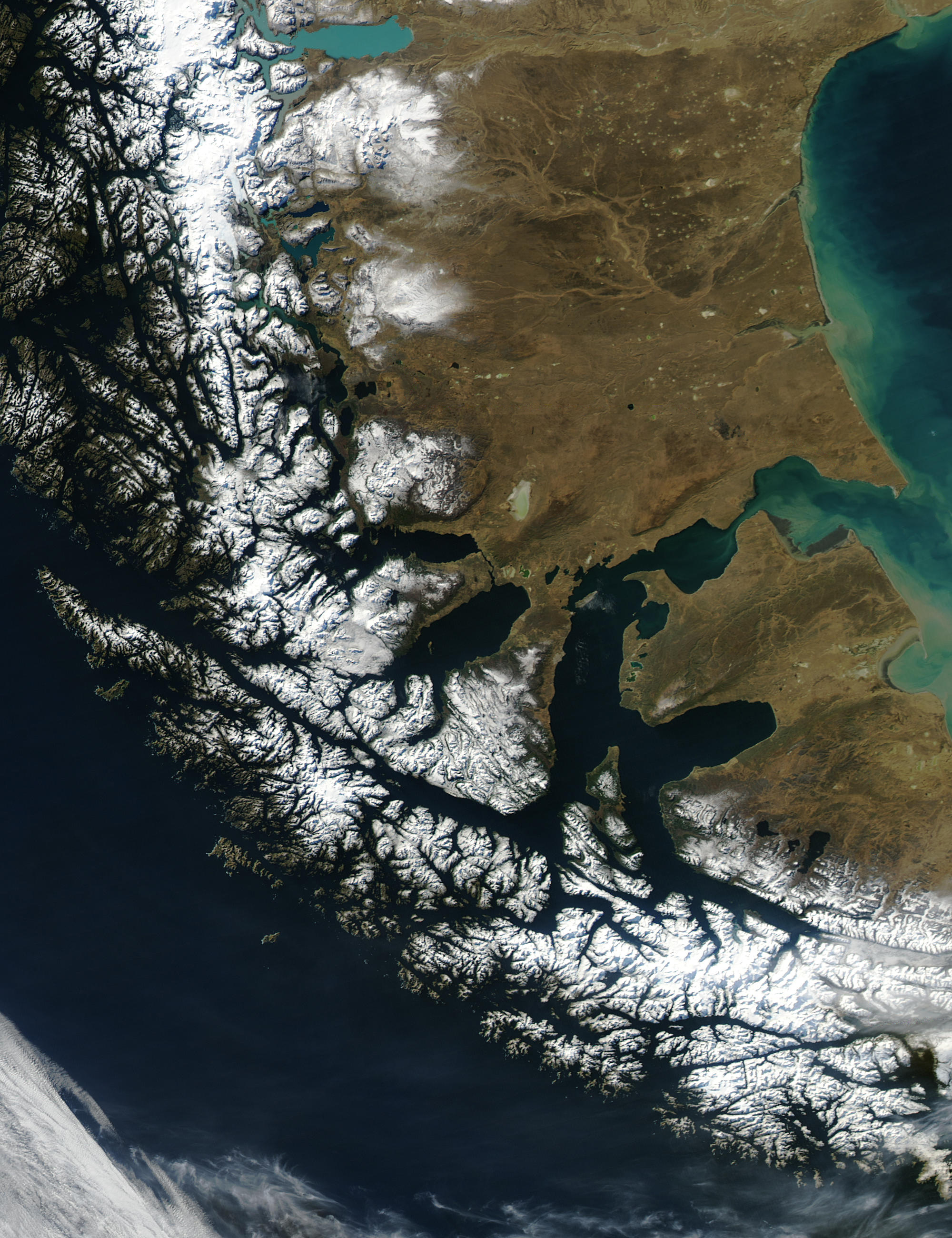
تصویر ماهواره‌ای از تنگهٔ ماژلان

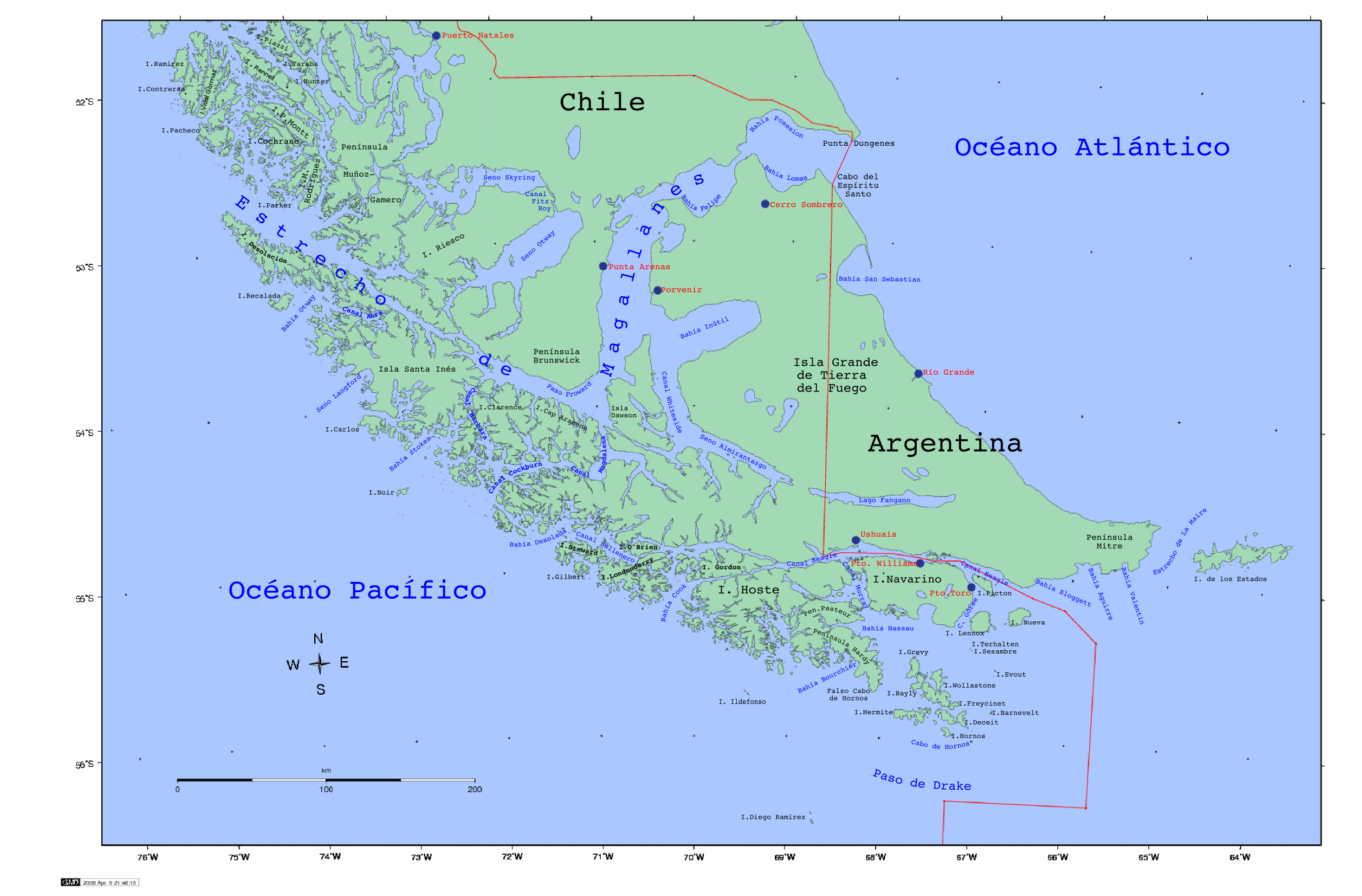
نقشهٔ تنگهٔ ماژلان

تنگهٔ ماژلان (به اسپانیایی: Estrecho de Magallanes) که به افتخار ماژلان، دریانورد پرتغالی چنین نامگذاری شده‌است، کانالی است بین آمریکای جنوبی و جزیرهٔ تیرا دل فوئگو یا سرزمین آتش که اقیانوس اطلس و اقیانوس آرام را به یکدیگر متصل می‌سازد. این تنگه که ۵۶۰ کیلومتر طول و ۳ تا ۳۲ کیلومتر عرض دارد به‌طور کامل در آب‌های منطقه‌ای شیلی قرار داشته و تنها شرقی‌ترین نقطهٔ آن در آرژانتین است.
این تنگه از اقیانوس اطلس به سمت غرب، مابین دماغه ویرجینز و دماغه اسپیریتو سانتو امتداد یافته، به سمت جنوب پیش می‌رود و پس از آن در فرووارد کیپ در جنوب شبه‌جزیرهٔ برانزویک به سمت شمال‌غربی پیچ می‌خورد تا پس از گذشتن از دماغه پیلار در جزیره دسولاسیون به اقیانوس آرام برسد. مهم‌ترین بندر تنگهٔ ماژلان پونتا آرناس، در شبه‌جزیرهٔ برانزویک است که محموله‌های گوشت گوسفند شیلی در آنجا بارگیری می‌شود.
فردیناند ماژلان، دریانورد پرتغالی که به خدمت دربار اسپانیا درآمده بود، نخستین اروپایی‌ای بود که از این تنگهٔ صعب‌العبور در فاصلهٔ ۲۱ اکتبر تا ۲۸ نوامبر ۱۵۲۰ عبور کرد. هرچند ماژلان چندی بعد در نبردی کشته شد اما سفر اکتشافی‌ای که او آغازگر آن بود در نهایت با نخستین گردش موفقیت‌آمیز به دور کرهٔ زمین به پایان رسید.
تنگهٔ ماژلان علی‌رغم آنکه مسیری سخت و آب و هوایی سرد و مه گرفته دارد، تا پیش از ساخته شدن کانال پاناما در ۱۹۱۴ که مسیر اطلس-آرام را چندین هزار مایل کاهش داد یکی از مهم‌ترین مسیرهای کشتی‌رو محسوب می‌شد. با عبور از این تنگه کشتی‌ها می‌توانستند از ورود به طوفانهای سهمگینی که در حوالی دماغه هورن یا کیپ هورن حکمفرما بودند خودداری کنند.

## نگارخانه

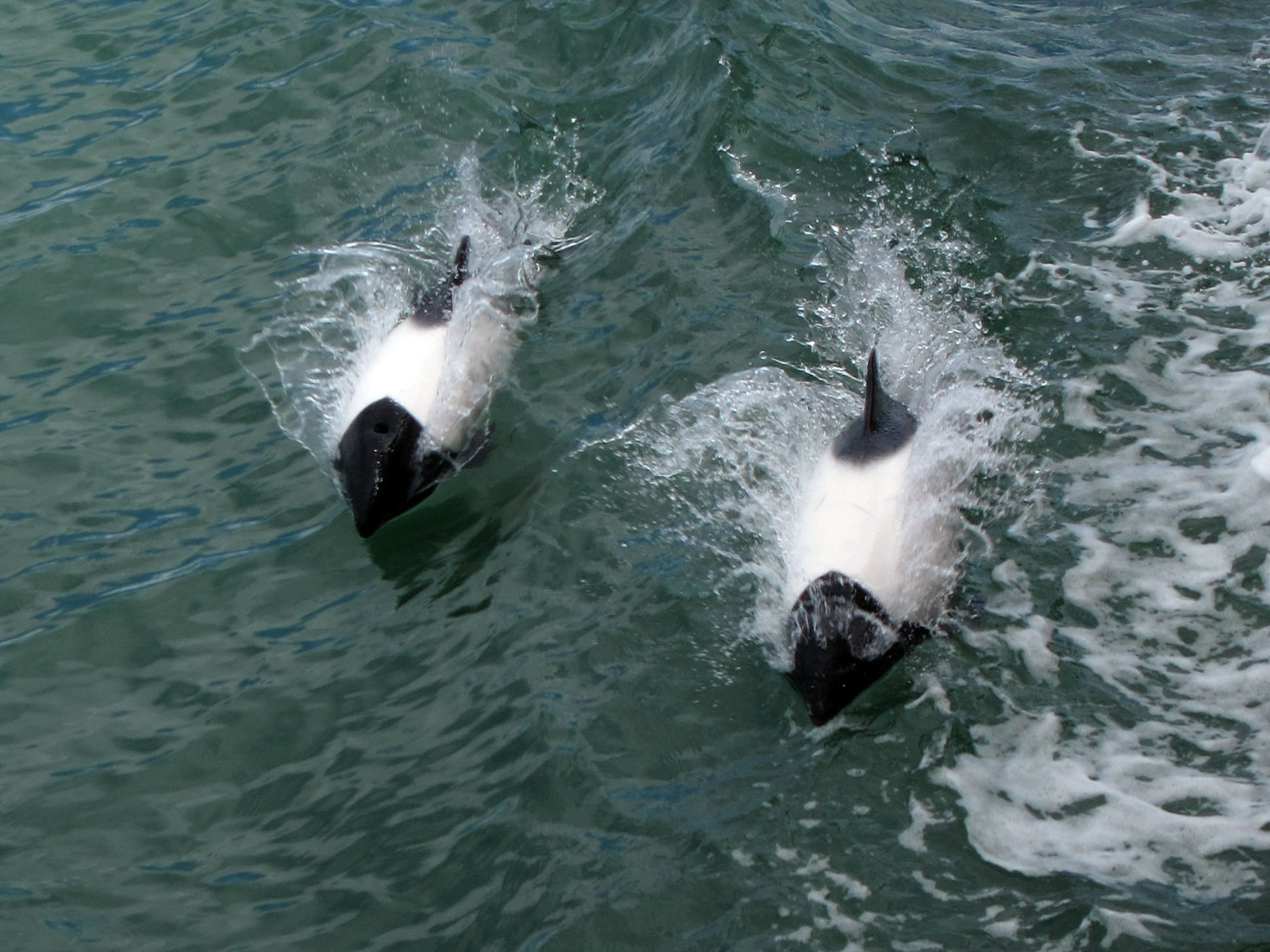
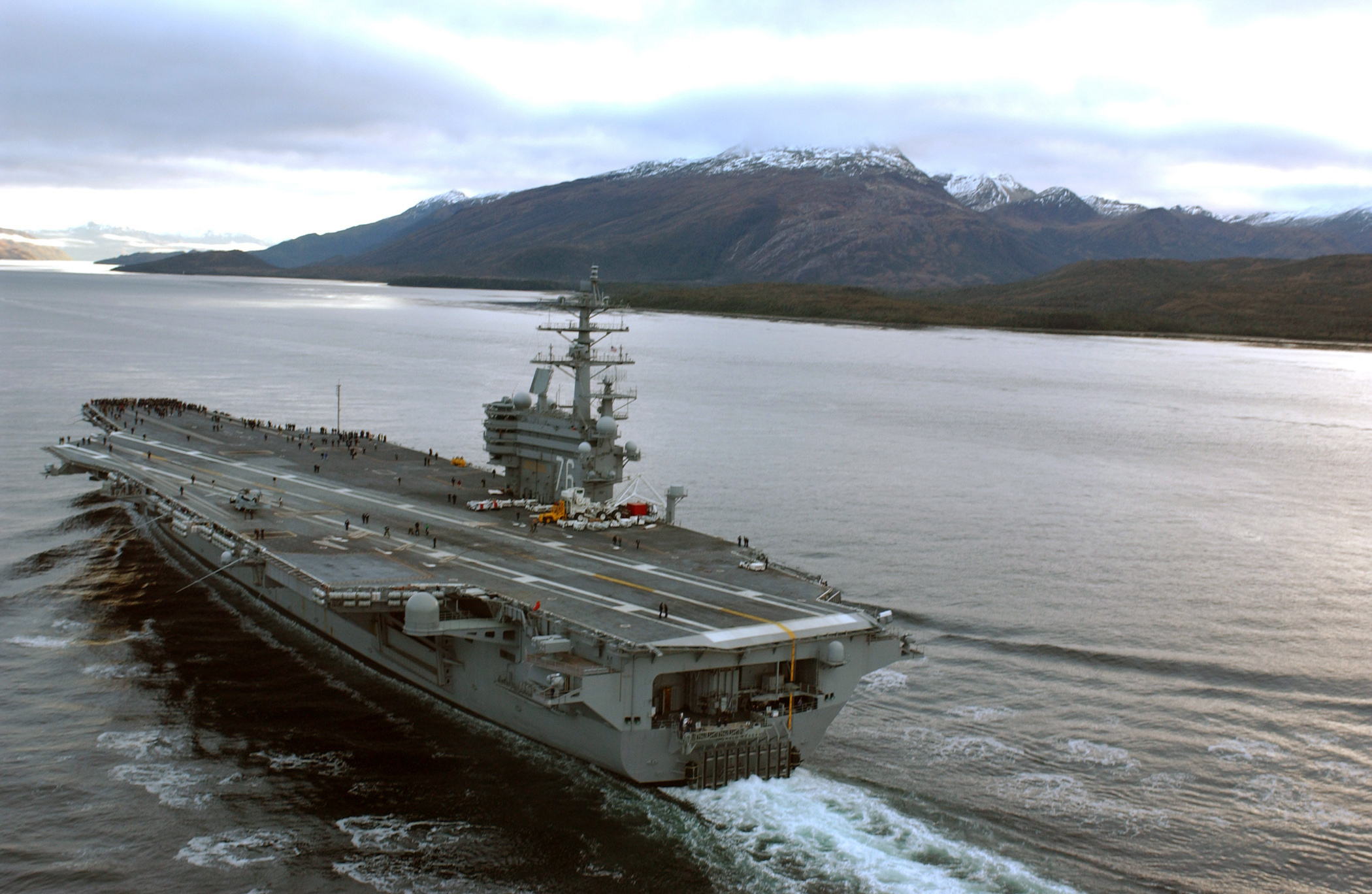
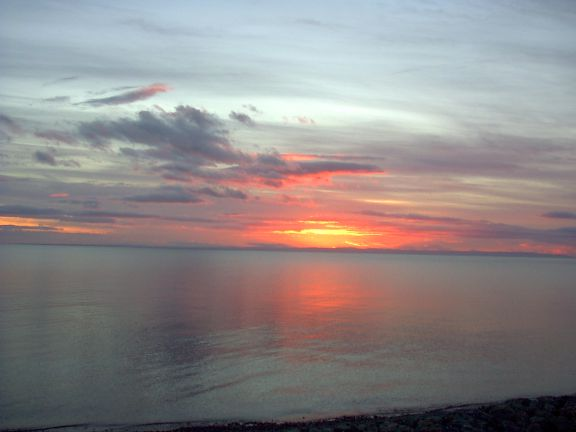
تنگه ماژلان در سپیده دم
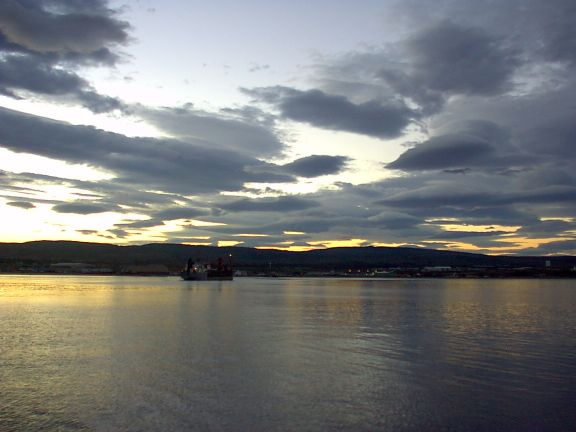
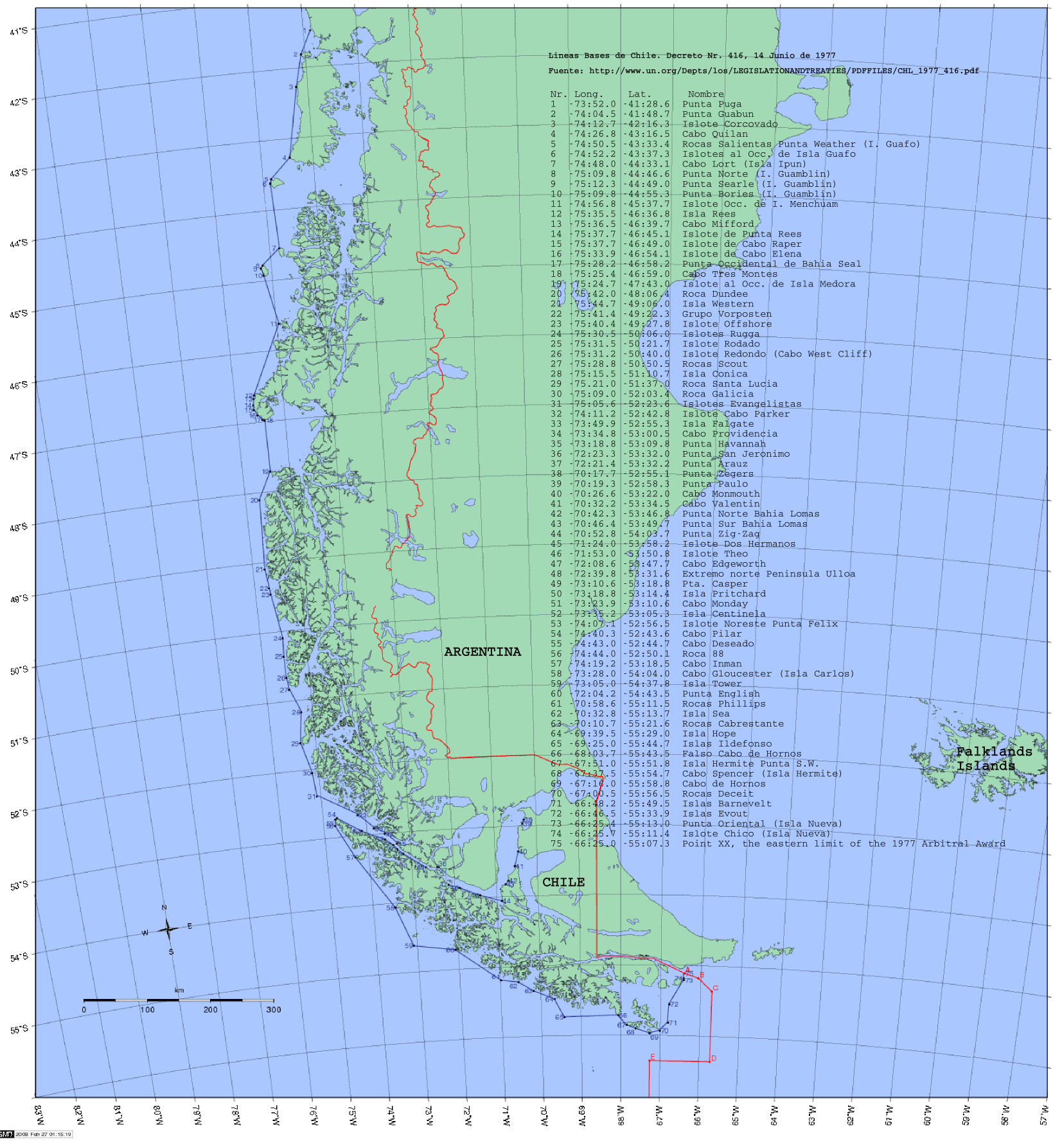